# South Carolina Army National Guard
La South Carolina Army National Guard è una componente della Riserva militare della South Carolina National Guard, inquadrata sotto la U.S. National Guard. Il suo quartier generale è situato presso la città di Columbia.

## Organizzazione
Attualmente, al 2024, sono attivi i seguenti reparti :

### Joint Forces Headquarters
- JFHQ, Army Element
- Medical Command
  -  251st Area Support Medical Company - Darlington
- Recruiting & Retention Battalion
- 43rd Civil Support Team (WMD) - Pine Ridge
- 59th Chaplain Team - Columbia
- 246th Army Band - McEntire JNGB
- 742nd Ordnance Company Detachment UTES - McCrady Training Site
- 108th Public Affairs Detachment - Columbia
- 1810th JAG Detachment - McEntire JNGB
- 1051st JAG Detachment -
- 1980th Contingency Contracting Team - Columbia

### 59th Troop Command
- Headquarters &  Headquarters Company - McEntire JNGB
- 108th Public Affairs Detachment - McCrady Training Site
- 246th Army Band - McEntire JNGB
- 751st Combat Support Sustainment Battalion
  -  Headquarters &  Headquarters Company - McEntire JNGB
  -  741st Quartermaster Company (-) - Allendale
    - Detachment 1 - Barnwell

  -  748th Quartermaster Company (Field Feeding) - Orangeburg
  -  1782nd Engineer Company (Horizontal Construction) - Lancaster
  -  3648th Support Maintenance Company - Orangeburg
- 51st Military Police Battalion
  - Headquarters &  Headquarters Detachment - Florence
  -  132nd Military Police Company - West Columbia
  -  133rd Military Police Company - Timmonsville
- 1050th Transportation Battalion
  -  Headquarters &  Headquarters Company - Varnville
  -  1051st Transportation Company (-) (Light-Medium Truck, Cargo) - Beaufort
    - Detachment 1 - Varnville

  -  1052nd Transportation Company (Medium Truck, Cargo) - Kingstree
  -  1053rd Transportation Company (Light-Medium Truck) - Bennettsville
  -  1055th Transportation Company (Medium Truck Cargo) - Laurens

### 59th Aviation Troop Command
- Headquarters &  Headquarters Company - McEntire JNGB
- Aviation Support Facility #1 - McEntire Joint National Guard Base, Eastover
- Donaldson Aviation Support Facility #2 - Greenville
- 1st Battalion, 151st Aviation Regiment (Attack & Reconnaissance) - Sotto il controllo operativo della Combat Aviation Brigade, 42nd Infantry Division, New York Army National Guard
  -  Headquarters &  Headquarters Company - McEntire JNGB
  -  Company A - McEntire JNGB - Equipaggiata con 8 AH-64E 
  -  Company B - McEntire JNGB - Equipaggiata con 8 AH-64E 
  -  Company C - McEntire JNGB - Equipaggiata con 8 AH-64E 
  -  Company D (AVUM) - McEntire JNGB
  -  Company E (Forward Support) - McEntire JNGB
- 2nd Battalion, 151st Aviation Regiment (Security & Support) - Sotto il controllo operativo della Combat Aviation Brigade, 38th Infantry Division, Indiana Army National Guard
  -  Headquarters &  Headquarters Company - Greenville
  -  Company A (-) - Greenville - Equipaggiata con 4 UH-72A 
  - Company B (-) - Florida Army National Guard
  - Company C (-) - Tennessee Army National Guard
  - Company D (-) (MEDEVAC) - Mississippi Army National Guard
- Company A (CAC), 1st Battalion, 111th Aviation Regiment (General Support) - McEntire JNGB - Equipaggiata con 8 UH-60L 
  - Detachment 1, HHC, 1st Battalion, 111th Aviation Regiment (General Support) - McEntire JNGB
  - Detachment 1, Company D, 1st Battalion, 111th Aviation Regiment (General Support) - McEntire JNGB
  - Detachment 1, Company E, 1st Battalion, 111th Aviation Regiment (General Support) - McEntire JNGB
- Detachment 1, Company B, 2nd Battalion, 238th Aviation Regiment (General Support) - Greenville - Equipaggiato con 6 CH-47F 
  - Detachment 2, HHC, 2nd Battalion, 238th Aviation Regiment (General Support) - Greenville
  - Detachment 3, Company D, 2nd Battalion, 238th Aviation Regiment (General Support) - Greenville
  - Detachment 3, Company E, 2nd Battalion, 238th Aviation Regiment (General Support) - Greenville
- Detachment 2, Company C (MEDEVAC), 2nd Battalion, 238th Aviation Regiment (General Support) - McEntire JNGB - Equipaggiato con 4 HH-60
- Detachment 5, Company B, 2nd Battalion, 641st Aviation Regiment - West Columbia AAOF - Equipaggiato con 1 C-26E
- Detachment 24, Operational Support Airlift Command
- 351st Aviation Support Battalion - Sotto il controllo operativo della 63rd Theater Aviation Brigade, Kentucky Army National Guard
  -  Headquarters & Service Company - Sumter
  -  Company A (DISTRO) - Hartsville
  - Company B (AVIM) - Kentucky Army National Guard
- Detachment 1, Company B (AVIM), 642nd Aviation Support Battalion - McEntire JNGB

### 117th Engineer Brigade
- Headquarters &  Headquarters Company - Newberry
- 178th Engineer Battalion
  -  Headquarters &  Headquarters Company - Rocky Hill
  -  Forward Support Company - Rocky Hill
  -  174th Engineer Company (Mobile Augmentation) - Wellford
  -  1222nd Engineer Company (Sapper) - Fort Mill
  -  1223rd Engineer Company (Vertical Construction) - Walterboro
  - 579th Engineer Detachment - Chester
  - 264th Engineer Detachment Headquarters (Fire-Fighting) - McCrady Training Site
    - 265th Engineer Detachment (Fire-Fighting) - McCrady Training Site
    - 266th Engineer Detachment (Fire-Fighting) - McCrady Training Site
    - 267th Engineer Detachment (Fire-Fighting) - McCrady Training Site
    - 268th Engineer Detachment (Fire-Fighting) - McCrady Training Site

  -  742nd Maintenance Company - McEntire JNGB
- 122nd Engineer Battalion
  -  Headquarters &  Headquarters Company - Edgefield
  -  Forward Support Company - Edgefield
  -  124th Engineer Company (Horizontal Construction) - Saluda
  -  125th Engineer Company (Multirole Bridge) (-) - Abbeville
    - Detachment 1 - Clarks Hill

  -  1221st Engineer Company (Route Clearance) - Graniteville
  - 1220th Engineer Platoon (Area Clearance) - Batesburg
  - 1226th Engineer Detachment (Utilities) - Batesburg
  - 1227th Engineer Detachment (Concrete) - Batesburg

### 218th Maneuver Enhancement Brigade
- Headquarters &  Headquarters Company - Charleston
- 111th Signal Network Company - Charleston
- 1st Battalion, 118th Infantry Regiment - Sotto il controllo operativo della 37th Infantry Brigade Combat Team, Ohio Army National Guard
  -  Headquarters &  Headquarters Company - Mount Pleasant
  -  Company A - Moncks Corner
  -  Company B - North Charleston
  -  Company C - Mullins
  -  Company D (Weapons) - Marion
  -  Company I (Forward Support), 237th Brigade Support Battalion - North Charleston
  - Detachment, HHB, 1st Battalion, 143rd Field Artillery Regiment - McCrady
- 108th Chemical Company - North Charleston
- 4th Battalion, 118th Infantry Regiment (Combined Arms) - Sotto il controllo operativo della 30th Armored Brigade Combat Team, North Carolina Army National Guard
  -  Headquarters &  Headquarters Company - Union
  -  Company A (Tank) - Fountain Inn
  -  Company B (Tank) - Gaffney
  -  Company C - Conway
  -  Company H (Forward Support), 230th Brigade Support Battalion - Greer

### 228th Signal Brigade
- Headquarters &  Headquarters Company - Spartanburg
- 151st Expeditionary Signal Battalion
  -  Headquarters &  Headquarters Company - Greenville
  -  Company A - Greenwood
  -  Company B - Hodges
  -  Company C - Camden
- Company B, 198th Expeditionary Signal Battalion - Newberry
- 116th Signal Company (TIN-E) - Spartanburg
- 125th Cyber Protection Battalion - McEntire JARB
  -  135th Cyber Security Company - McEntire JARB
  - 145th Cyber Warfare Company - McEntire JARB

### 263rd Army Air and Missile Defense Command
- Headquarters &  Headquarters Battery - Anderson

#### 678th Air Defense Artillery Brigade
- Headquarters &  Headquarters Battery - Eastover
- 2nd Battalion, 263rd Air Defense Artillery Regiment (AVENGER)
  -  Headquarters &  Headquarters Battery - Anderson
  -  Battery A - Seneca
  -  Battery B - Easley
  -  Battery C - Clemson
  - Maintenance Detachment 2 - Clemson
- 1st Battalion, 178th Field Artillery Regiment (PALADIN)
  -  Headquarters &  Headquarters Battery - Georgetown
  -  Battery A - Andrews
  -  Battery B - Clinton
  -  Battery C - Manning
  -  1178th Forward Support Company (-) - Hemingway
    - Detachment 1 - Myrtle Beach

### 218th Regiment, Regional Training Institute
- Headquarters & Headquarters Company - McCrady Training Site